# Speedway (sang)
 For alternative betydninger, se Speedway (flertydig). (Se også artikler, som begynder med Speedway)
"Speedway" er en komposition af Mel Glazer og Stephen Schlaks og er indsunget af Elvis Presley. Den blev anvendt som titelmelodi til filmen Speedway fra 1968 med Elvis Presley og Nancy Sinatra i hovedrollerne.
"Speedway" blev indspillet i MGMs studier i Hollywood den 20. juni 1967 og blev i juni 1968 udgivet på soundtracket fra filmen, som kom på en LP med titlen Speedway. LP'en blev udsendt – ligesom samtlige Elvis' soundtracks indtil da – som både mono- og stereoindspilning. Dette blev den sidste af Elvis Presleys plader, der produceredes i en mono-version, idet der herefter udelukkende blev produceret stereo-plader.
"Speedway" er endvidere på CD'en fra 18. juli 1995 Command Performances – The Essential 60's Masters, vol. 2, som er en samling af de bedre af Elvis' filmsange fra 1960'ernes mange spillefilm.
"Speedway" er aldrig udsendt som single.